# Vuelta a Castilla y León 2014
La Vuelta a Castilla y León 2014, ventinovesima edizione della corsa, si svolse dal 16 al 18 maggio su un percorso di 505 km ripartiti in 3 tappe, con partenza a Ciudad Rodrigo e arrivo a Bembibre. Fu vinta dallo spagnolo David Belda della Burgos-BH davanti allo spagnolo Marcos García Fernández e al polacco Sylwester Szmyd.

## Tappe
| Tappa  | Data      | Percorso                | km    | Vincitore di tappa | Leader cl. generale |
| ------ | --------- | ----------------------- | ----- | ------------------ | ------------------- |
| 1ª     | 16 maggio | Ciudad Rodrigo > Zamora | 161,4 | José Joaquín Rojas | José Joaquín Rojas  |
| 2ª     | 17 maggio | Zamora > Alto de Lubian | 179,2 | David Belda        | David Belda         |
| 3ª     | 18 maggio | Lubián > Bembibre       | 164,6 | Luis León Sánchez  | David Belda         |
| Totale | Totale    | Totale                  | 505   |                    |                     |

## Dettagli delle tappe

### 1ª tappa
- 16 maggio: Ciudad Rodrigo > Zamora – 161,4 km

| Pos. | Corridore          | Squadra       | Tempo    |
| ---- | ------------------ | ------------- | -------- |
| 1    | José Joaquín Rojas | Movistar Team | 4h34'00" |
| 2    | Sergei Shilov      | Lokosphinx    | s.t.     |
| 3    | Carlos Barbero     | Euskadi       | s.t.     |

| Pos. | Corridore          | Squadra       | Tempo    |
| ---- | ------------------ | ------------- | -------- |
| 1    | José Joaquín Rojas | Movistar Team | 4h33'50" |
| 2    | Sergei Shilov      | Lokosphinx    | a 4"     |
| 3    | Carlos Barbero     | Euskadi       | a 6"     |

### 2ª tappa
- 17 maggio: Zamora > Alto de Lubian – 179,2 km

| Pos. | Corridore               | Squadra       | Tempo    |
| ---- | ----------------------- | ------------- | -------- |
| 1    | David Belda             | Burgos-BH     | 4h29'17" |
| 2    | Marcos García Fernández | Caja Rural    | a 53"    |
| 3    | Sylwester Szmyd         | Movistar Team | a 55"    |

| Pos. | Corridore               | Squadra       | Tempo    |
| ---- | ----------------------- | ------------- | -------- |
| 1    | David Belda             | Burgos-BH     | 9h03'07" |
| 2    | Marcos García Fernández | Caja Rural    | a 57"    |
| 3    | Sylwester Szmyd         | Movistar Team | a 1'01"  |

### 3ª tappa
- 18 maggio: Lubián > Bembibre – 164,6 km

| Pos. | Corridore             | Squadra       | Tempo    |
| ---- | --------------------- | ------------- | -------- |
| 1    | Luis León Sánchez     | Caja Rural    | 4h46'48" |
| 2    | Sergio Ferreira Sousa | Efapel        | a 47"    |
| 3    | José Joaquín Rojas    | Movistar Team | a 1'53"  |

| Pos. | Corridore               | Squadra       | Tempo     |
| ---- | ----------------------- | ------------- | --------- |
| 1    | David Belda             | Burgos-BH     | 13h51'48" |
| 2    | Marcos García Fernández | Caja Rural    | a 57"     |
| 3    | Sylwester Szmyd         | Movistar Team | a 1'01"   |

## Classifiche finali

### Classifica generale
| Pos. | Corridore                 | Squadra              | Tempo     |
| ---- | ------------------------- | -------------------- | --------- |
| 1    | David Belda               | Burgos-BH            | 13h51'48" |
| 2    | Marcos García Fernández   | Caja Rural           | a 57"     |
| 3    | Sylwester Szmyd           | Movistar Team        | a 1'01"   |
| 4    | Aleksey Rybalkin          | Lokosphinx           | a 1'38"   |
| 5    | Javier Moreno             | Movistar Team        | a 1'55"   |
| 6    | Jesús del Pino            | Burgos-BH            | s.t.      |
| 7    | Edgar Pinto               | La Aluminios-Antarte | s.t.      |
| 8    | Federico Figueiredo       | Radio Popular        | s.t.      |
| 9    | Antonio Ferreira Carvalho | La Aluminios-Antarte | a 2'06"   |
| 10   | David Arroyo              | Caja Rural           | s.t.      |